# Briançonnais

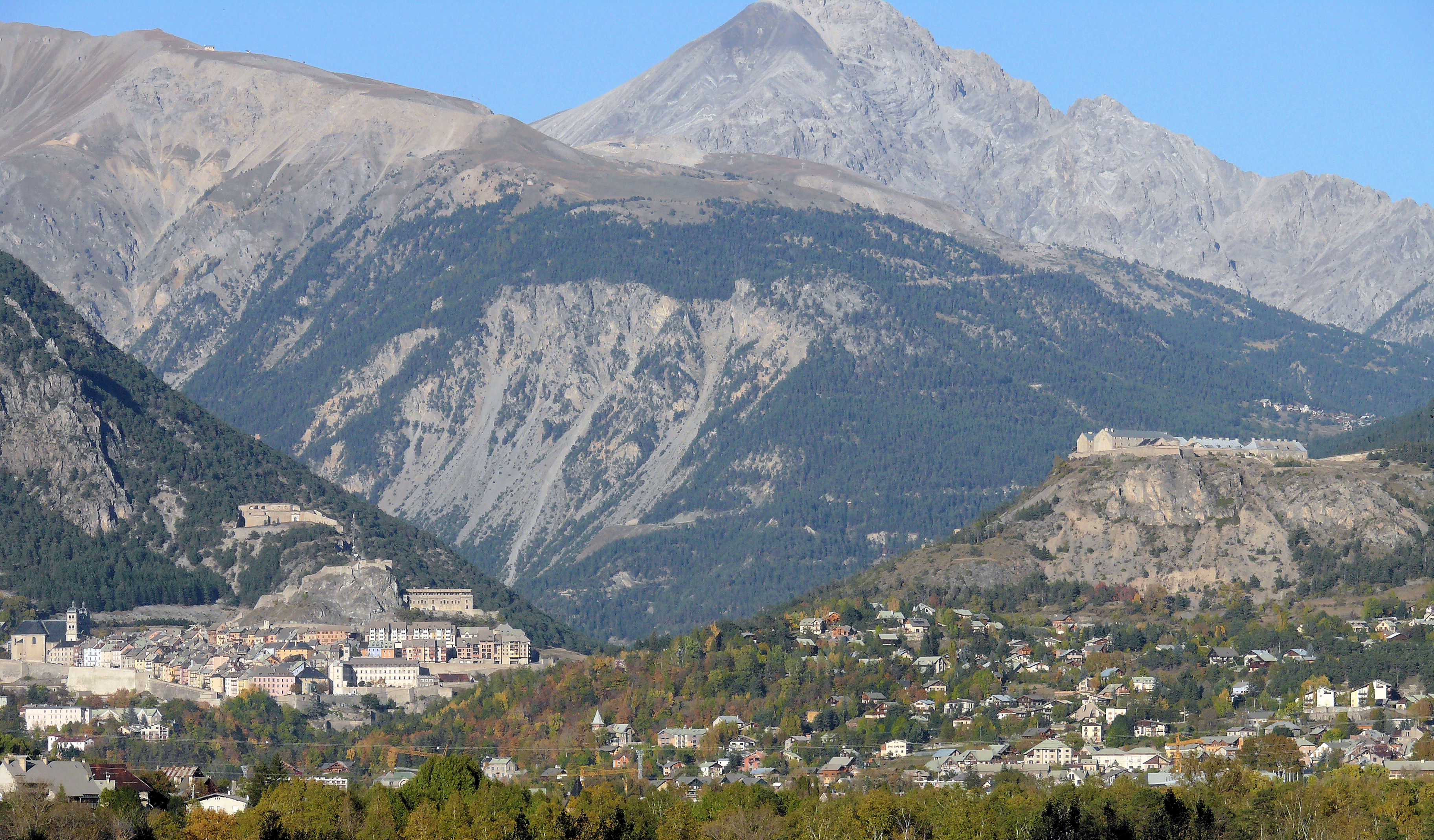
Briançon e i suoi dintorni

Il Brianzonese (in francese: Briançonnais) è la zona che si trova intorno alla città di Briançon nel dipartimento francese delle Alte Alpi. È formato dall'alta valle della Durance e dalla valle della Guisane.

## Storia
Nel 1343 Umberto II, conte di Albon crea la Repubblica degli Escartons ed un cantone della repubblica è il Briançonnais. Il Briançonnais godrà di questo statuto speciale fino alla Rivoluzione francese.

## Economia
Tradizionalmente orientata verso l'agricoltura di montagna ed in particolare verso l'allevamento, l'economia del Briançonnais è oggi completata dal turismo invernale ed estivo particolarmente grazie alle stazioni sciistiche di Serre Chevalier e Montgenèvre.
| Controllo di autorità | VIAF (EN) 244227525 · LCCN (EN) sh86004437 · GND (DE) 4307586-1 · BNF (FR) cb119609953 (data) |